# Castelo Dyke

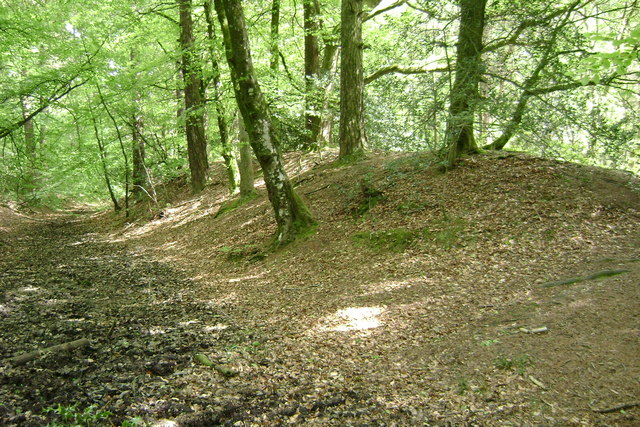
Muralha e vala dentro do Castelo Dyke

O Castelo Dyke é um castro da Idade do Ferro situado entre Chudleigh e Dawlish em Devon, na Inglaterra. O forte está situado no topo de uma colina a aproximadamente 140 metros acima do nível do mar.